# Regina Chłopicka
Regina Maria Chłopicka z d. Rudnicka (ur. 19 sierpnia 1934 w Jaryczowie Nowym, k. Lwowa, zm. 25 października 2021) – polska teoretyk muzyki, profesor emerytowany Akademii Muzycznej w Krakowie.

## Życiorys
W latach 1957–1959 studiowała grę na fortepianie w Państwowej Wyższej Szkole Muzycznej (obecnie Akademia Muzyczna) w Krakowie, a w latach 1959–1965 teorię muzyki tamże. W 1998 r. zrealizowała przewód kwalifikacyjny pierwszego stopnia na macierzystej uczelni. Mimo braku przewodu kwalifikacyjnego II stopnia (do 2003 r. odpowiednika habilitacji) została  na podstawie art. 115, ust. 1 i 5 Ustawy z dnia 27 lipca 2005 roku Prawo o szkolnictwie wyższym (Dz.U. z 2005 r. nr 164, poz. 1365 z późn. zm.), po uzyskaniu pozytywnej opinii Centralnej Komisji do Spraw Stopni i Tytułów, mianowana profesorem nadzwyczajnym Akademii Muzycznej w Krakowie. W latach 1999–2004 pełniła funkcję dziekana Wydziału Twórczości, Interpretacji i Edukacji Muzycznej.
Wykładała gościnnie na uczelniach polskich i zagranicznych, m.in. w Paryżu – École normale supérieure i Centre national de la recherche scientifique (1998), w Tours – Universite F. Rabelais (1996 i 1998), w Eugene – International Bach Academy (1998). Członek stowarzyszeń takich jak Związek Kompozytorów Polskich, Societe Francaise d'Analyse Musicale (1990), Societe Internationale d'Histoire Comparee du Theatre, de l'Opere et du Ballet (1991). Współredagowała serię Studies in Penderecki (Princeton – od 1998). Brała udział w licznych konferencjach naukowych za granicą, m.in. w Paryżu, Tours, Londynie, Chemnitz, Lublanie, Aarhus.
W obszarze jej zainteresowań znajdowały się: polska muzyka XX i XXI wieku (Krzysztof Penderecki, Witold Lutosławski), topos śmierci w muzyce (gatunki pasji i requiem), teatr muzyczny XX wieku na tle historii i teorii teatru.

## Odznaczenia i nagrody
- Złoty Krzyż Zasługi (2001)[1]
- Nagroda Excellence in Teaching Award (2003)[4]
- Srebrny Medal „Zasłużony Kulturze Gloria Artis” (2014)[5]
- Doroczna Nagroda Związku Kompozytorów Polskich (2021)[6]

## Publikacje
- Stylistic Phases in the Work of Krzysztof Penderecki [w:] Studies in Penderecki, vol. I, Princeton 1998;
- The Torture and the Stake in the Devil of Loudun by K. Penderecki [w:] "Theatre, Opera, Ballet", no 4, Paris 1998;
- Les liens entre la musique de Penderecki et la tradition de ritualite religieuse [w:] Musique et Rite, "Les Cahiers du CIREM", no 44-46, 1999;
- Teatr muzyczny K. Pendereckiego [w:] Opera polska XX wieku, Poznań 1999;
- Krzysztof Penderecki – między sacrum a profanum: studia nad twórczością wokalno-instrumentalną. Kraków 2000. ISBN 83-87182-24-9.
- Krzysztof Penderecki: musica sacra – musica profana: a study of vocal-instrumental works. Poznań 2003. ISBN 83-88814-44-3.